# Theißtal von Niedernhausen
Das Theißtal von Niedernhausen ist ein Naherholungsgebiet, Naturschutzgebiet und FFH-Gebiet zwischen Wiesbaden und Niedernhausen (Hessen, Deutschland) im Oberlauf des Theißbachs.

## Geographie
Das zweiteilige Schutzgebiet liegt in den Gemarkungen Engenhahn und Königshofen von Niedernhausen im Rheingau-Taunus-Kreis sowie Kloppenheim, Auringen und Bierstadt in der kreisfreien Stadt Wiesbaden, gehört aber zu den Wiesbadener Ortsbezirken Naurod und Rambach. Nördlich und westlich des Tals liegt der Taunushauptkamm, im Norden die Hohe Kanzel (592 m) und westlich des Kamms das Naturschutzgebiet Silberbach, Schwarzbach und Fürstenwiese bei Wehen. Südlich des Tals befindet sich ein Nebenkamm mit den Bergen Rassel (539 m) und Hahnberg (446 m), über den der rechtsrheinische Rheinhöhenweg und der Europäische Fernwanderweg E3 verläuft. 
Der Theißbach entspringt ⊙ rund 100 m unterhalb des Taunushauptkammes in etwa 530 m Höhe und fließt in östlicher Richtung. Nach rund 3 km wird das Naturschutzgebiet von einem Angelsee mit Unterstand unterbrochen, der folgende Teil des Naturschutzgebietes ist rund 600 m lang. Das FFH-Gebiet umfasst weitere darunterliegende Flächen. Der Theißbach fließt gen Osten weiter, unterquert die drei Theißtalbrücken unter der Schnellfahrstrecke Köln–Rhein/Main und der Bundesautobahn 3, unterquert verrohrt den Bahnhof Niedernhausen und mündet ⊙ kurz vor der Idsteiner Straße in den Daisbach, der über Schwarzbach und Main in den Rhein entwässert.
Die mittlere Temperatur im Theißtal beträgt 7–8 °C, der mittlere Jahresniederschlag 750–850 mm.

## Naturschutz
Das Theißtal liegt im Naturraum des Wiesbadener Hochtaunus (Teil des Hohen Taunus) im Naturpark Rhein-Taunus. Das am 31. Juli 1992 ausgewiesene Naturschutzgebiet besteht aus zwei Teilflächen und hat eine Gesamtgröße von 49,57 Hektar. Das Naturschutzgebiet ist Teil des 82,51 Hektar großen FFH-Gebiets „Theißtal von Niedernhausen mit angrenzenden Flächen“, das zum Netzwerk Natura 2000 gehört. Zum FFH-Gebiet gehören auch die im Tal liegenden Wiesen unterhalb des Naturschutzgebiets bis ca. 250 m oberhalb der Theißtalbrücke, sowie nördlich anschließende Hanglagen mit altem Ackerland und Streuobstwiesen, Freizeitgrundstücken, Weihnachtsbaumanbau sowie einer alten Deponie. Umgeben ist das Naturschutzgebiet vom FFH-Gebiet Buchenwälder nördlich von Wiesbaden, die auf Wiesbadener Gemarkung liegenden Teile gehören auch zum Landschaftsschutzgebiet Stadt Wiesbaden. Innerhalb des Schutzgebiets befindet sich der seit 1996 gesetzlich geschützte Biotopkomplex „Grünland-Frischgehölz-Komplex an und im Theißtal westlich Niedernhausen“ mit mehreren Einzelbiotopen.
Die Tallagen des Gebiets sind alte landwirtschaftliche Nutzflächen. Das Tal spielte ab etwa 1900 eine wesentliche Rolle zur Trinkwassergewinnung, im Tal finden sich einige kleinere Wassergewinnungsanlagen, zudem wird es in Nord-Süd-Richtung vom zur Wasserversorgung Wiesbadens gehörenden Kellerskopfstollen unterquert, dessen Mundloch sich südwestlich des Kellerskopfs bei Wiesbaden-Rambach im Tal des Rambachs befindet. Wegen des Grundwasserschutzes wurden die Wiesen im mittleren und oberen Tal wohl nie nennenswert gedüngt und nicht beweidet, sondern dienten der Gewinnung von Heu und der Äsung von Wild. Diese Nutzung endete jedoch im Verlauf des 20. Jahrhunderts, so dass einige Wiesen verwaldeten.
Zweck der Unterschutzstellung ist es, ein für den Naturraum Hoher Taunus typisches Waldwiesental mit bedrohten Tier- und Pflanzenarten in nahezu gesamter Länge zu erhalten und zu sichern. Das Tal enthält Wiesen mit Borstgras, Pfeifengras, Glatthafer, Sumpfdotterblumen, Wiesen-Fuchsschwanz und großem Wiesenknopf, sowie Sümpfe mit Waldbinsen und Braun-Seggen. Dazu kommen Waldstücke mit Schwarz-Erlen und Eschen entlang des naturnah mäandrierenden Theißbaches. Das Ziel ist die extensive Nutzung und Pflege des wertvollen Grünlands, Zurückdrängung von Brachen, die ökologische Aufwertung der Kleinstgewässer sowie die mittelfristige Überführung der Fichtenbestände in Erlen-Eschen-Wälder. Schützenswerte Tierarten sind das Bachneunauge und der dunkle Wiesenknopf-Ameisenbläuling, ein Schmetterling.
Das Schutzgebiet wird vom Forsthaus Chausseehaus von Hessen-Forst betreut.

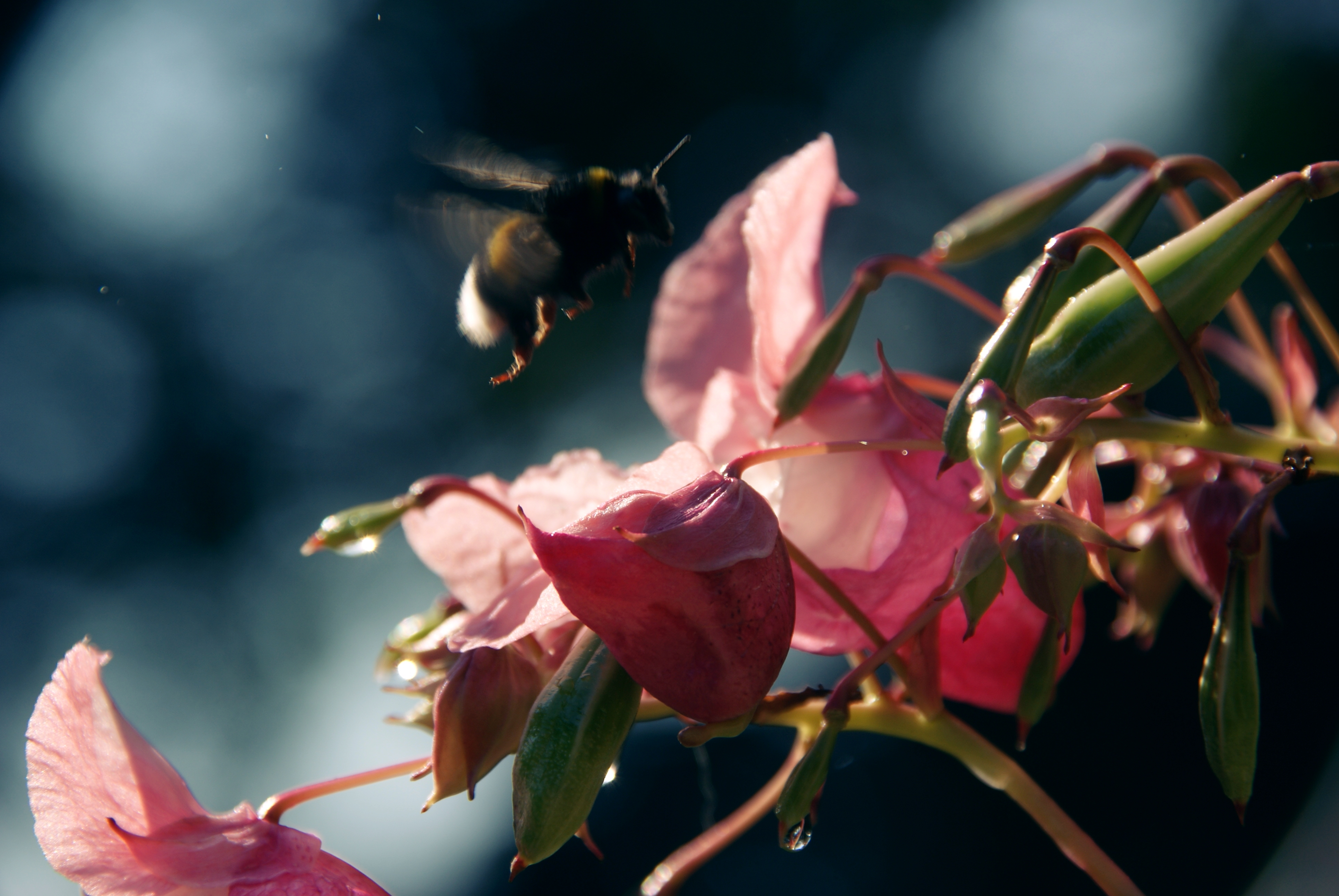
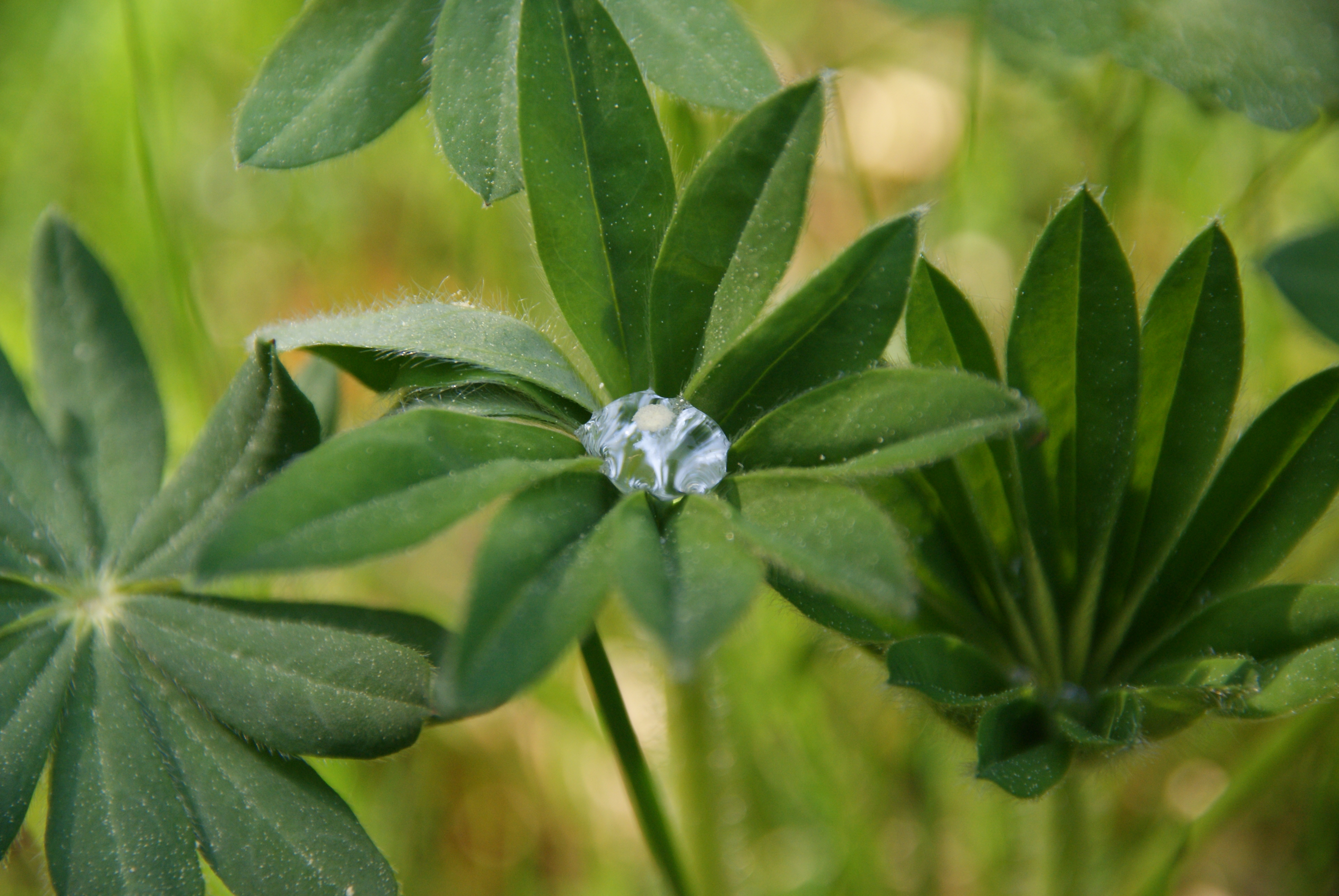
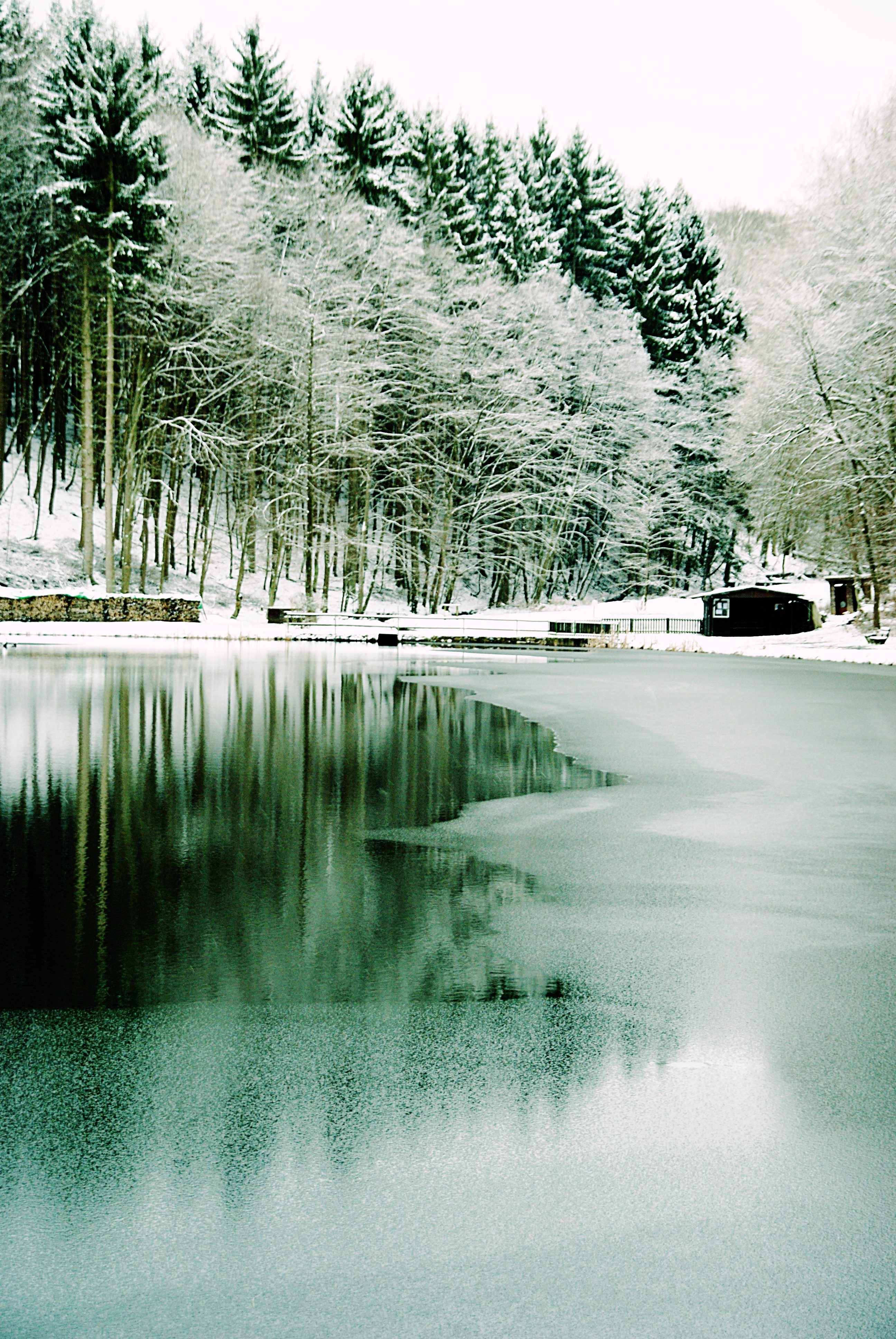
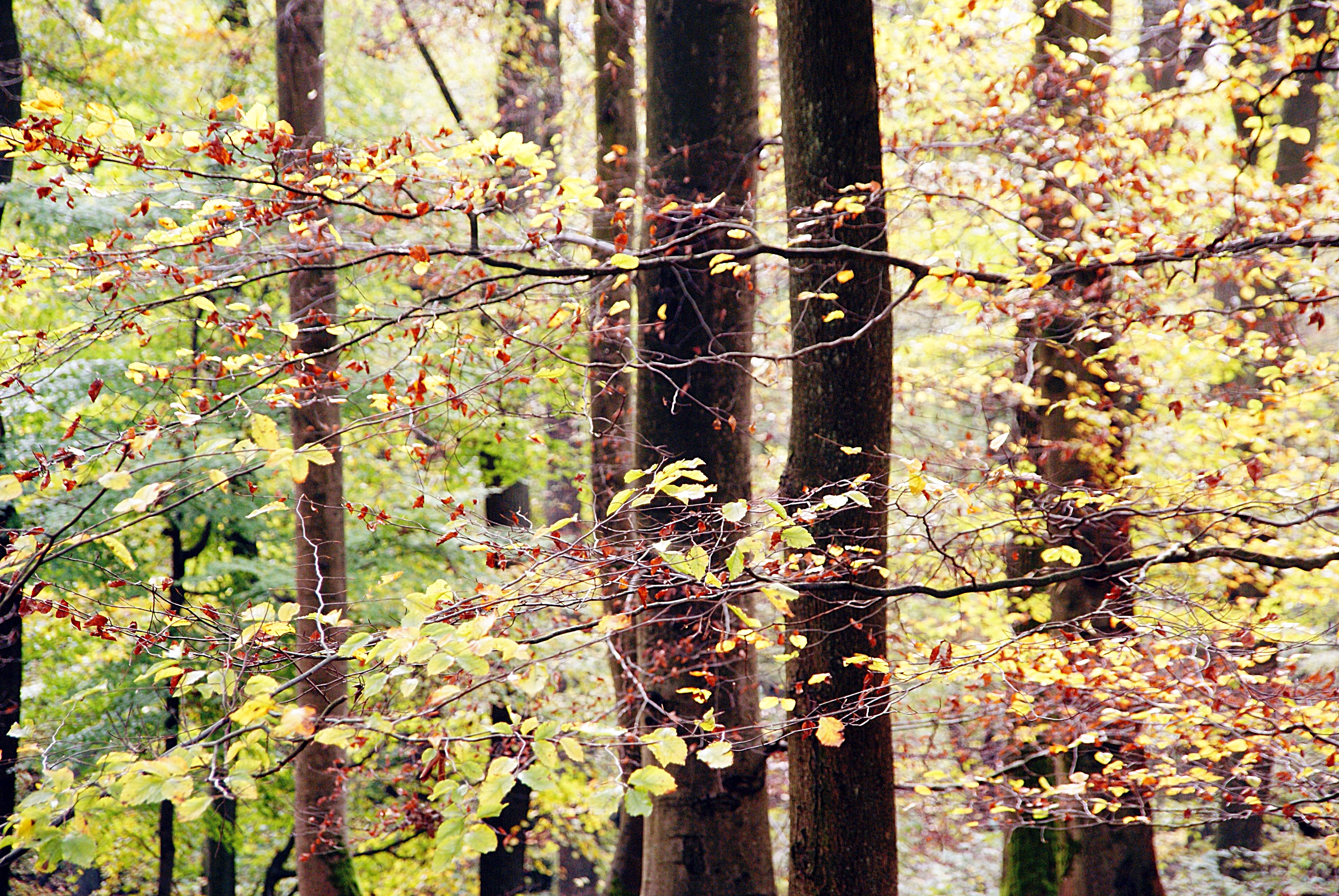
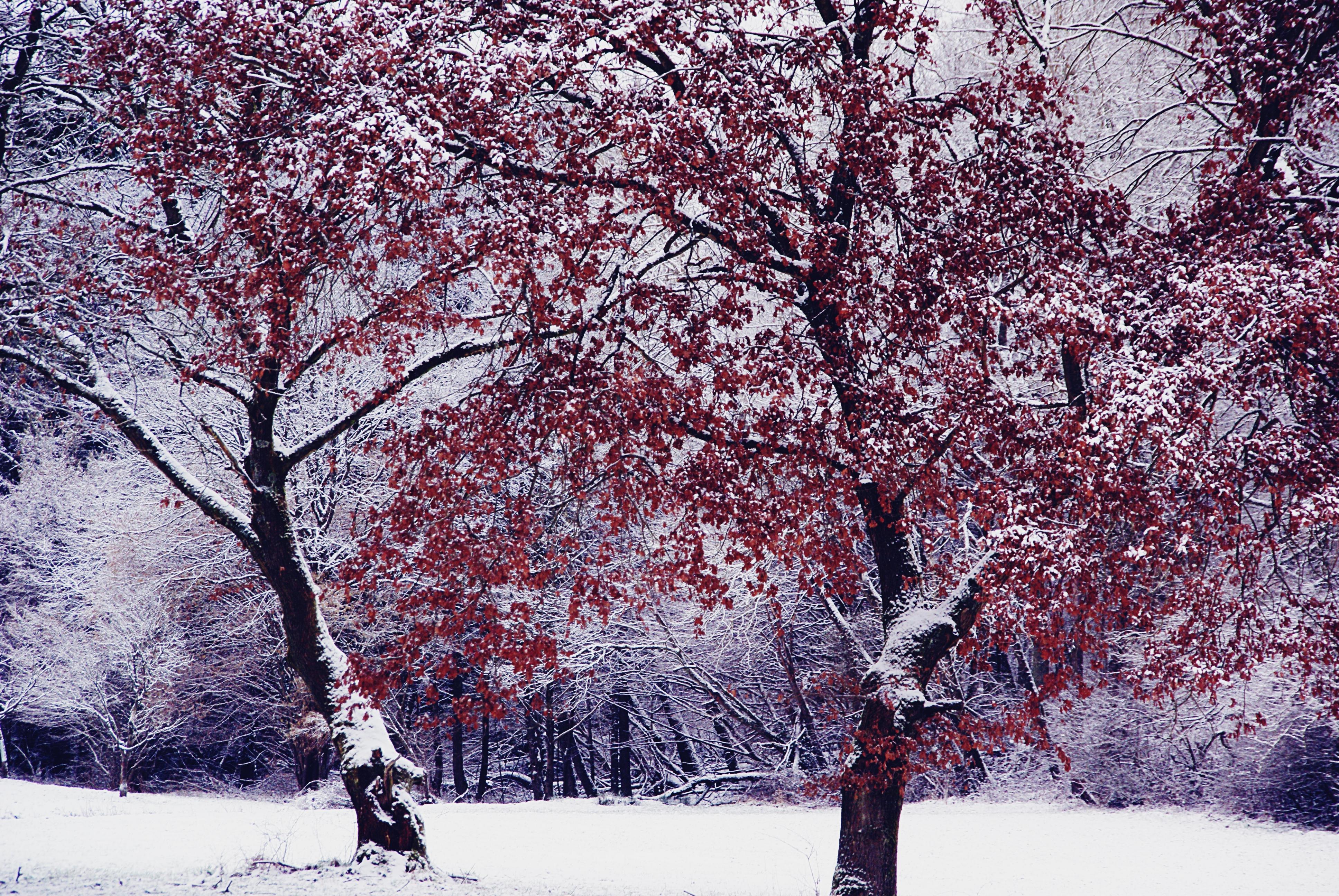
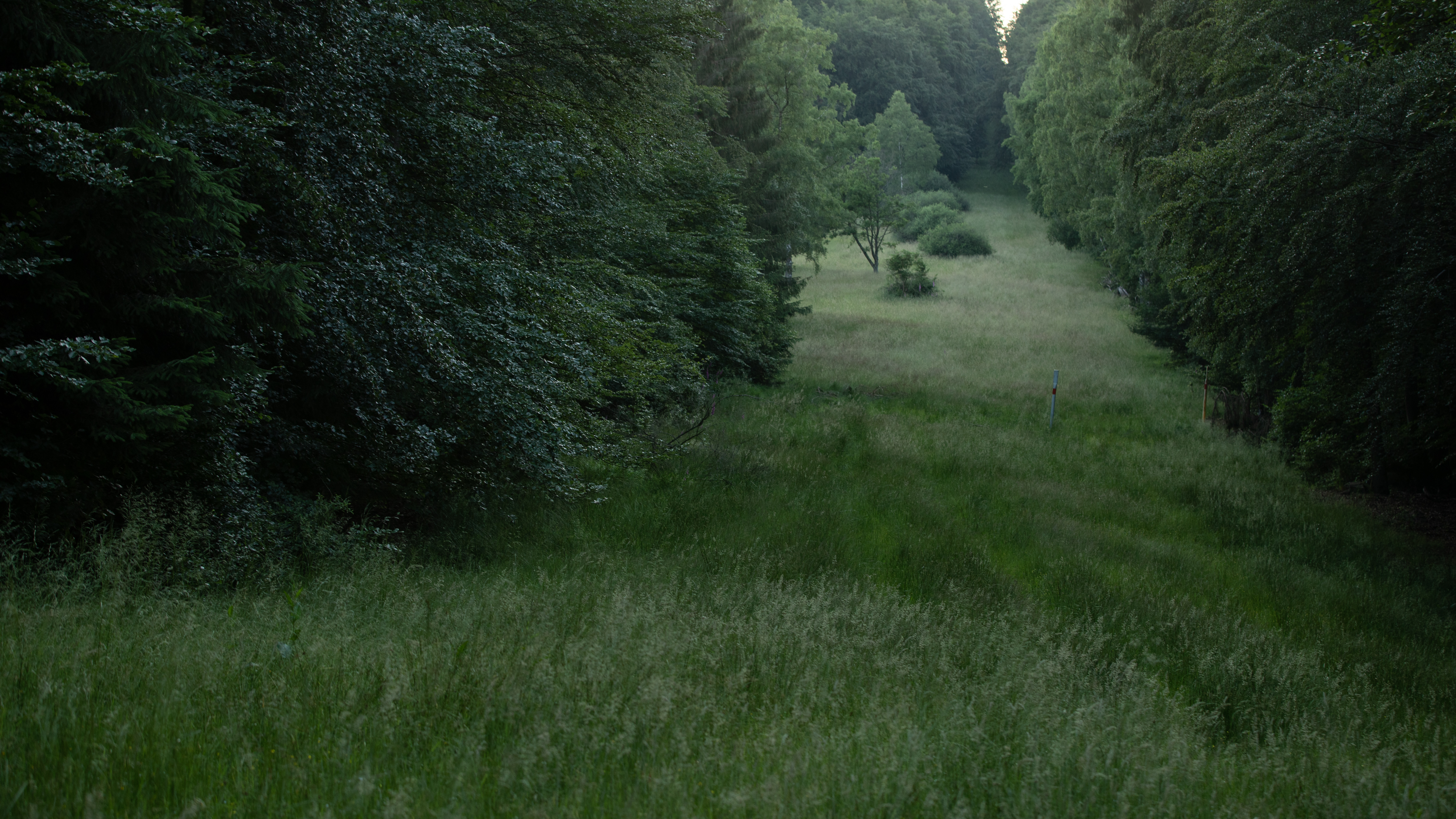